# یارومال
یارومال (به اسپانیایی: Yarumal) یک سکونتگاه مسکونی در کلمبیا است که در بخش انتیوکیا واقع شده‌است.